# Hermann Schubert
Hermann Cäsar Hannibal Schubert (Potsdam, 22 maggio 1848 – Amburgo, 20 luglio 1911) è stato un matematico tedesco, conosciuto come uno dei maggiori studiosi della geometria enumerativa, una branca della geometria algebrica.